# Antoniuskerk (Rekken)
De Antoniuskerk is een protestantse kerk in de Nederlandse plaats Rekken. De huidige kerk is gebouwd in 1889, nadat de oorspronkelijke kapel na een blikseminslag afgebrand was. De oorspronkelijke kapel is in de 14e eeuw gebouwd en rond 1655 uitgebreid met een bakstenen toren. De bakstenen toren brandde niet af in 1889 en vormt tegenwoordig een geheel met de nieuwbouw uit 1889. 
De kerk is een zaalkerk met een eenbeukig schip. De raampartijen bestaan uit gietijzeren rondboogvensters. De ingang bevindt zich in de toren, die wordt bekroond met een tentdak. In de kerk is een orgel van Van Dam aanwezig.
De kerk en toren zijn beide een afzonderlijk rijksmonument. De toren is hiertoe in 1966 aangewezen (nummer: 14620) en de kerk in 1998 (nummer 509419).